# Pseudalmenus conara
Pseudalmenus conara är en fjärilsart som beskrevs av Couchman 1965. Pseudalmenus conara ingår i släktet Pseudalmenus och familjen juvelvingar. Inga underarter finns listade i Catalogue of Life.